# چیپس و ماهی

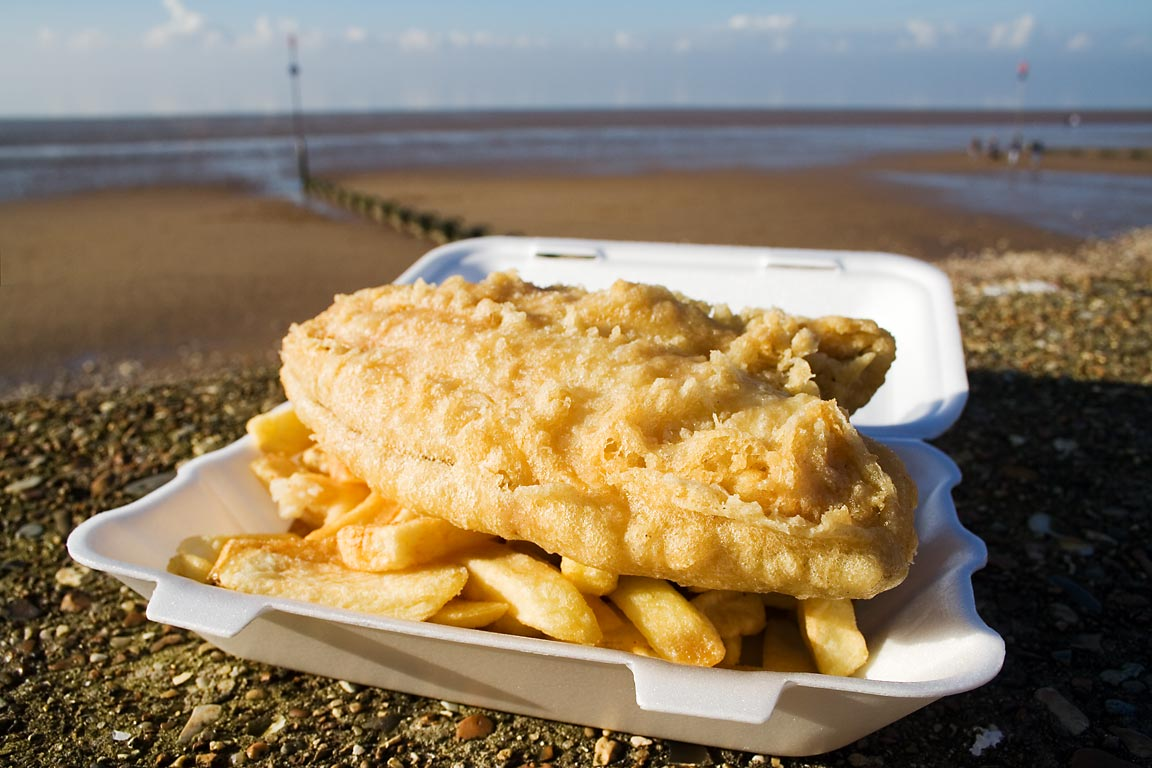
ماهی و چیپس.

ماهی و چیپس (به انگلیسی: Fish and chips) خوراکی است که در اصل از بریتانیا می‌آید و یک غذای محبوب در فست فود هاست. همان‌طور که از نامش پیداست از فیله سرخ‌شده ماهی و سیب‌زمینی سرخ‌شده (چیپس) درست می‌شود.
در همه فروشگاه‌ها و رستوران‌های بریتانیا به راحتی می‌توان ماهی و چیپس را پیدا کرد.
ماهی و چیپس غذای مشترک همه شهرهای بریتانیاست.

## مواد تشکیل‌دهنده

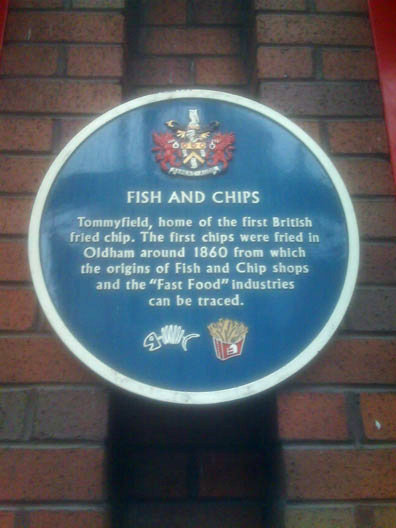
تابلوی نخستین رستوران فروشنده ماهی و چیپس بریتانیا در منچستر

### ماهی

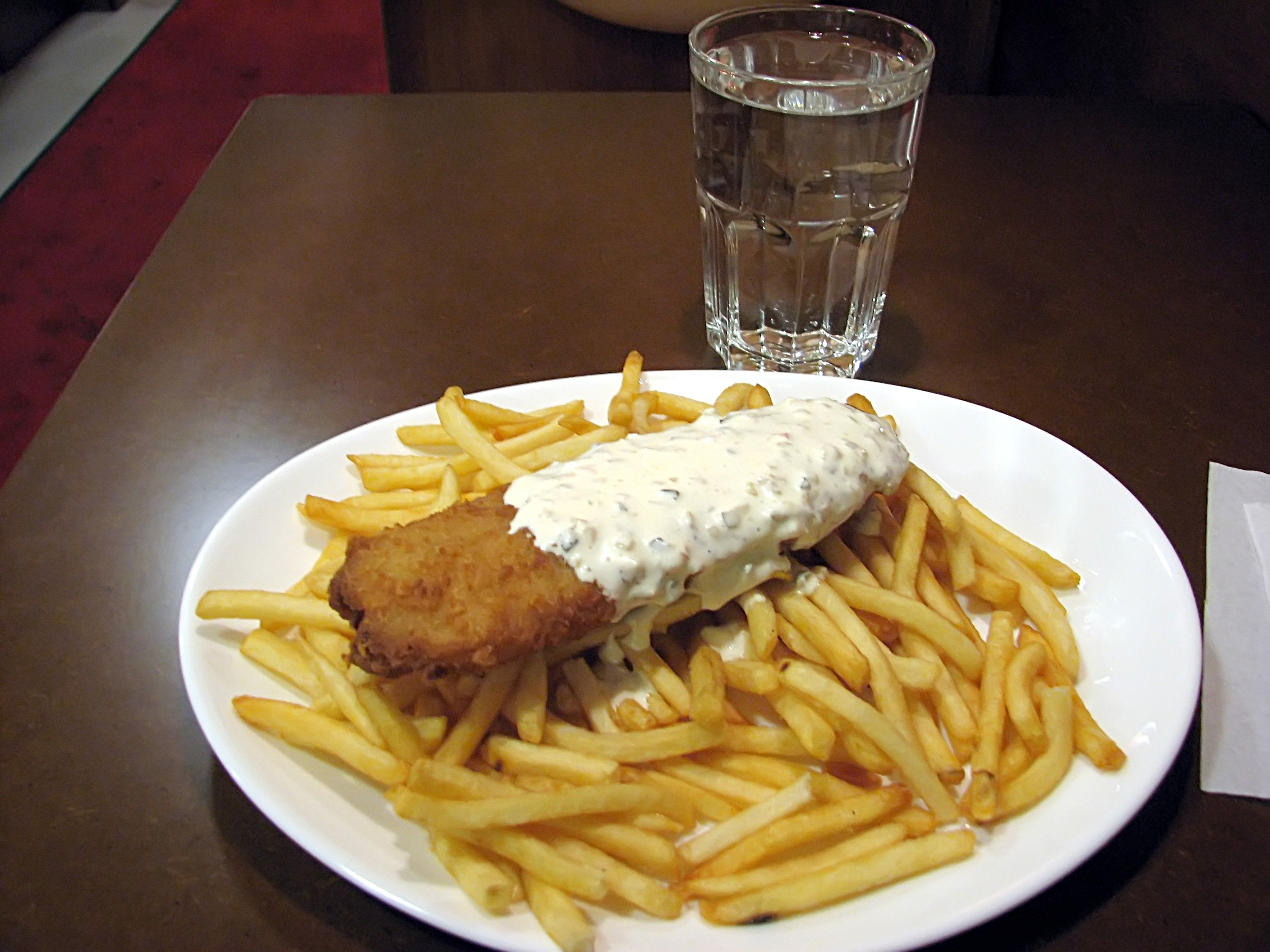
چیپس و ماهی در یک رستوران فنلاندی

به شیوه سنتی با ماهی سنگسر درست می‌شود؛ ولی همه گونه ماهی را می‌توان به کار برد.
ماهی همیشه در خمیر نانوایی خوابانده شده و سپس به مدت کوتاهی در روغن فراوان سرخ می‌شود.
در برخی رستوران‌ها هم ماهی را گریل می‌کنند که مزه بهتری دارد. بسیاری از رستوران‌ها مجوز ندارند که با ماهی و چیپس نوشیدنی الکلی سرو کنند.
هم‌چنین بسیاری از کارشناسان تغذیه، خوردن ماهی و چیپس را به صورت همزمان به بیماران توصیه نمی‌کنند زیرا دارای میزان بسیار بالایی از چربی است.

### چیپس
چیپس از خلال‌های بزرگ سیب زمینی درست می‌شود؛ که به مدت زیاد در حرارت متوسط در روغن فراوان سرخ می‌شود.

### دورچین
در انگلستان و ایرلند، پیش از سرو به‌طور سنتی نمک و سرکه بر روی ماهی و چیپس پاشیده می‌شود.
بیشتر اوقات ماهی و چیپس با نخود و لوبیا، پیاز، خیار ریز شده، کلم بنفش و سس مایونز سرو می‌شود.
در برخی رستوران‌ها هم از سس‌های محلی استفاده می‌شود که به منطقه مورد نظر بستگی دارد.